# Charles S. Dutton
Charles Stanley Dutton (født 30. januar 1951) er en amerikansk teater-, tv- og filmskuespiller, samt instruktør. Han er muligvis bedst kendt for sine roller i tv-serierne Roc (1991–1994) og House MD.

## Filmografi
- Legion (2010)